# Classe Lütjens
A classe Lütjens (Type 103) foi a última classe de contratorpedeiros a serviço da Marinha de Guerra da Alemanha.
Eles foram substituidos pelas fragatas da classe Sachsen. Três navios deste tipo foram construidos e ficaram em serviço de 1969 a 2003.

## Navios
| Número de amura | Nome    | Call sign | Commissionado          | Descomissionado        | Destino                                          |
| --------------- | ------- | --------- | ---------------------- | ---------------------- | ------------------------------------------------ |
| D185            | Lütjens | DRAE      | 22 de março de 1969    | 18 de março de 2003    | Vendido como alvo de tiro para os Estados Unidos |
| D186            | Mölders | DRAF      | 20 de setembro de 1969 | 28 de maio de 2003     | Convertido em navio-museu em Wilhelmshaven       |
| D187            | Rommel  | DRAG      | 20 de maio de 1970     | 30 de setembro de 1998 | Enviado como sucata para a Turquia em 2004       |